# Ischiopsopha
Ischiopsopha is een geslacht van kevers uit de familie bladsprietkevers (Scarabaeidae). Het geslacht werd voor het eerst wetenschappelijk beschreven in 1874 door Gestro.

## Soorten
- Ondergeslacht Homeopsopha Schürhoff, 1934
  - Ischiopsopha atra Schürhoff, 1934
  - Ischiopsopha castanea Moser, 1912
  - Ischiopsopha castaneipennis Moser, 1913
  - Ischiopsopha castanoptera Moser, 1926
  - Ischiopsopha gigantea Schürhoff, 1934
  - Ischiopsopha jansoni Krikken, 1980
  - Ischiopsopha menieri Allard, 1995
  - Ischiopsopha messagieri Arnaud, 1982
  - Ischiopsopha orientalis Mitter, 2012
- Ondergeslacht Ischiopsopha
  - Ischiopsopha antoinei Allard, 1995
  - Ischiopsopha arouensis (Thomson, 1857)
  - Ischiopsopha arthuri Audureau, 2000
  - Ischiopsopha asperipennis Miksic, 1978
  - Ischiopsopha aurora Kraatz, 1898
  - Ischiopsopha bennigseni Moser, 1906
  - Ischiopsopha bifasciata (Quoy & Gaimard, 1824)
  - Ischiopsopha blancbonnet Allard, 1995
  - Ischiopsopha bonnetblanc Allard, 1995
  - Ischiopsopha bourkei Blackburn, 1895
  - Ischiopsopha bruyni Lansberge, 1880
  - Ischiopsopha cambodiensis (Wallace, 1867)
  - Ischiopsopha carminatra Devecis, 2008
  - Ischiopsopha ceramensis (Wallace, 1867)
  - Ischiopsopha chaminadei Antoine, 2004
  - Ischiopsopha chuai Rigout, 1997
  - Ischiopsopha clarki Allard, 1995
  - Ischiopsopha concinna (Wallace, 1867)
  - Ischiopsopha cupreopyga Moser, 1926
  - Ischiopsopha dechambrei Allard, 1995
  - Ischiopsopha deyrollei Thomson, 1878
  - Ischiopsopha dives Gestro, 1876
  - Ischiopsopha durvillei (Burmeister, 1842)
  - Ischiopsopha emarginata Ritsema, 1879
  - Ischiopsopha erratica Krikken, 1983
  - Ischiopsopha esmeralda (Wallace, 1867)
  - Ischiopsopha gagatina Heller, 1899
  - Ischiopsopha gestroi Neervoort van de Poll, 1886
  - Ischiopsopha harti Alexis & Delpont, 2000
  - Ischiopsopha helleri Moser, 1906
  - Ischiopsopha hoyoisi Rigout, 1997
  - Ischiopsopha hudsoni Allard, 1995
  - Ischiopsopha hyla Heller, 1895
  - Ischiopsopha ignipennis Gestro, 1876
  - Ischiopsopha jamesi Waterhouse, 1876
  - Ischiopsopha keitanis Jákl, 2016
  - Ischiopsopha kerleyi Allard, 1995
  - Ischiopsopha kuehbandneri Allard, 1995
  - Ischiopsopha laglaizei Lansberge, 1879
  - Ischiopsopha landfordi Rigout, 1995
  - Ischiopsopha latreillei (Gory & Percheron, 1833)
  - Ischiopsopha lucivorax Kraatz, 1890
  - Ischiopsopha macfarlanei Heller, 1895
  - Ischiopsopha magnifica Jákl, 2013
  - Ischiopsopha meeki Krikken, 1983
  - Ischiopsopha minettii Allard, 1995
  - Ischiopsopha nigriloba Ritsema, 1879
  - Ischiopsopha nigropurpurea Jákl, 2013
  - Ischiopsopha nosduhi Alexis & Delpont, 2000
  - Ischiopsopha obiensis Miksic, 1976
  - Ischiopsopha olivacea (Thomson, 1860)
  - Ischiopsopha plana (Paykull, 1817)
  - Ischiopsopha poggii Allard, 1995
  - Ischiopsopha pulchripes Thomson, 1877
  - Ischiopsopha purpureitarsis Moser, 1912
  - Ischiopsopha ritsemae Neervoort van de Poll, 1886
  - Ischiopsopha rugata (Blanchard, 1842)
  - Ischiopsopha ruteri Allard, 1995
  - Ischiopsopha samuelsoni Rigout, 1997
  - Ischiopsoha schaarsmidti Jákl, 2013
  - Ischiopsopha scheini Schürhoff, 1942
  - Ischiopsopha similis Kraatz, 1895
  - Ischiopsopha sticheri Delpont, 2009
  - Ischiopsopha striolatissima Delpont, 1995
  - Ischiopsopha tibialis Kraatz, 1895
  - Ischiopsopha tomiensis Schürhoff, 1934
  - Ischiopsopha uhligi Allard, 1995
  - Ischiopsopha uliasica Krikken, 1983
  - Ischiopsopha utakwa Krikken, 1983
  - Ischiopsopha vellalavellaensis Jákl, 2013
  - Ischiopsopha vicina Moser, 1908
  - Ischiopsopha violacea Janson, 1917
  - Ischiopsopha wallacei (Thomson, 1857)
  - Ischiopsopha wallisiana (Thomson, 1860)
  - Ischiopsopha wangiensis Jákl, 2016
  - Ischiopsopha willemsteini Rigout, 1995
  - Ischiopsopha yapasbouf Rigout, 1997